# Kōchiyama Sōshun
Pour plus de détails, voir Fiche technique et Distribution.
Kōchiyama Sōshun (河内山宗俊) est un film japonais réalisé par Sadao Yamanaka, sorti en 1936.

## Synopsis
Kōchiyama Sōshun, qui tient une salle de jeu au dessus d'une taverne, et Kaneko, un rōnin employé comme garde du corps et collecteur de taxes par le clan Moritaya, s'allient pour venir en aide à Onami, une jeune fille qui tient une petite échoppe d'amazake. Cette dernière risque de sombrer dans la prostitution à cause de dettes engendrées par les méfaits de son frère Hirotarō mais aussi de la jalousie d'Oshizu, la femme Kōchiyama Sōshun.

## Fiche technique
- Titre : Kōchiyama Sōshun[1]
- Titre alternatif : Priest of Darkness[2]
- Titre original : 河内山宗俊 (Kōchiyama Sōshun?)[3]
- Réalisation : Sadao Yamanaka
- Scénario : Shintarō Mimura (ja) et Sadao Yamanaka, d'après une pièce de théâtre kabuki de Kawatake Mokuami[1]
- Photographie : Harumi Machi
- Musique : Gorō Nishi
- Société de production : Nikkatsu
- Société de distribution : Nikkatsu
- Pays d'origine :  Empire du Japon
- Langue originale : japonais
- Format : noir et blanc — 1,37:1 — 35 mm — son mono
- Genres : jidai-geki - comédie dramatique
- Durée originale : 87 minutes[3] (métrage : neuf bobines - 2 386 m[4])
- Durée de la copie conservée : 81 minutes[5]
- Date de sortie : 
  - Empire du Japon : 30 avril 1936[4]

## Distribution

Les principaux interprètes
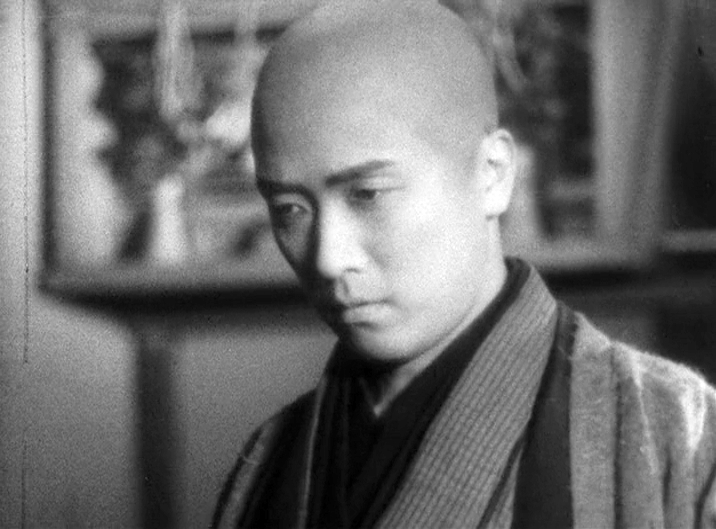
Chōjūrō Kawarasaki (ja)
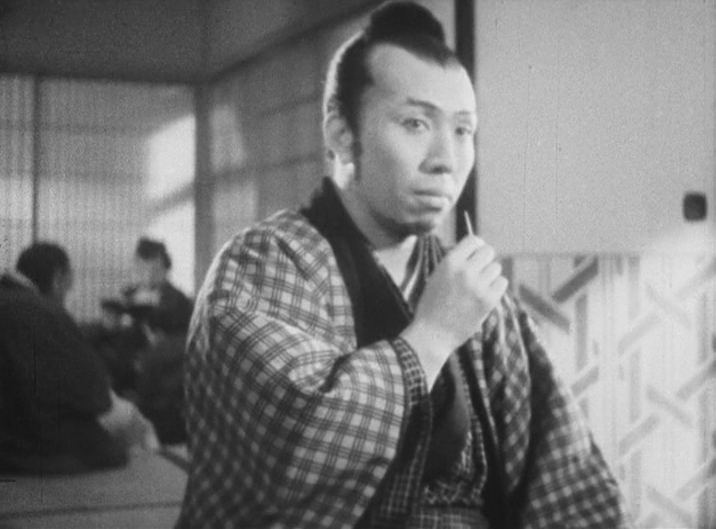
Kan'emon Nakamura (ja)
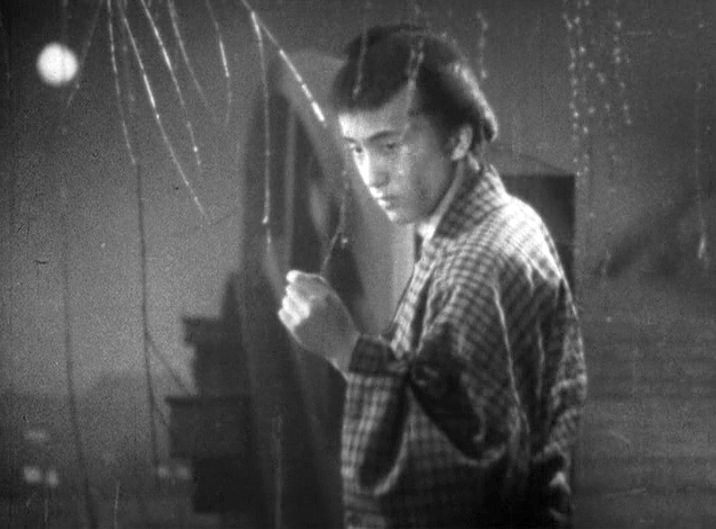
Senshō Ichikawa (ja)
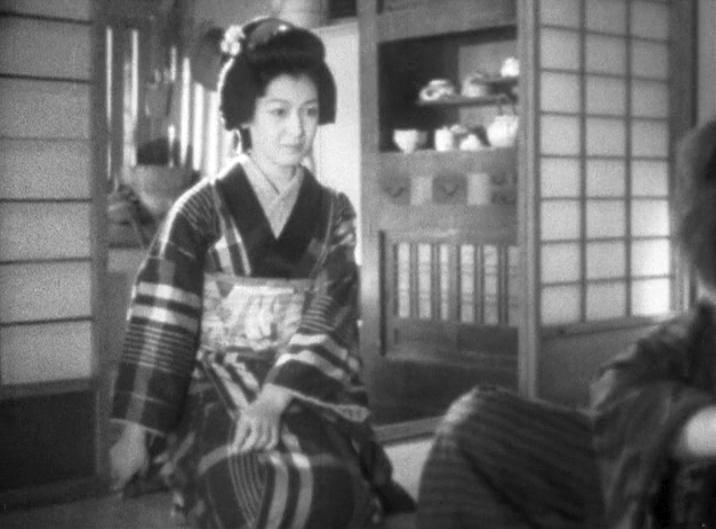
Setsuko Hara
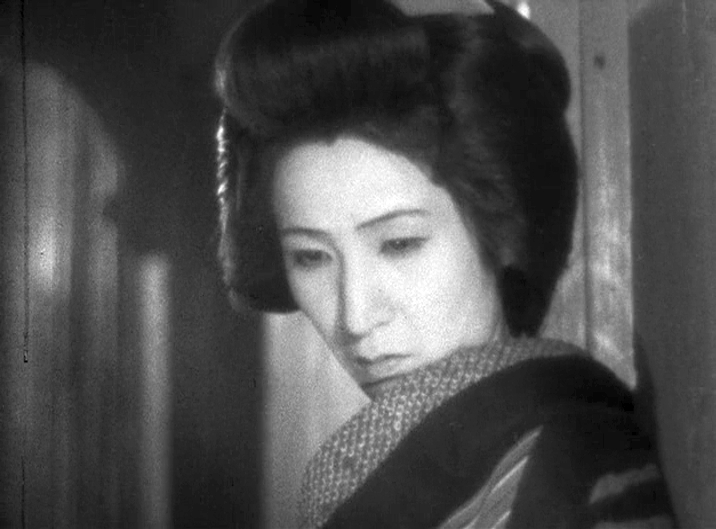
Shizue Kawarazaki
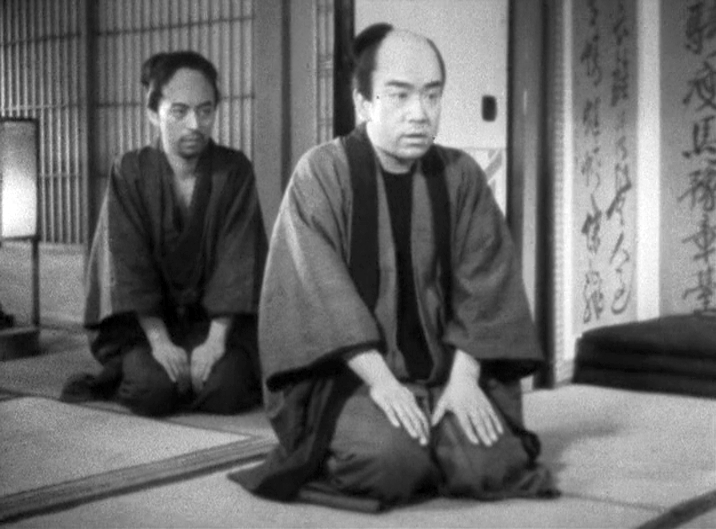
Sukezō Sukedakaya
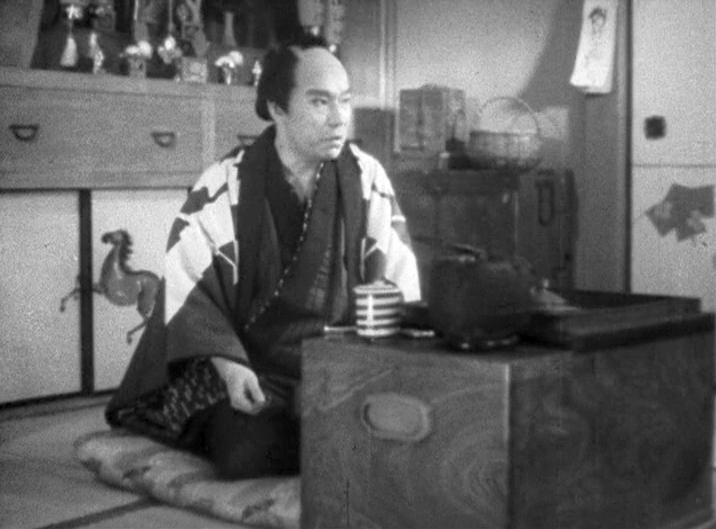
Chōemon Bandō (ja)
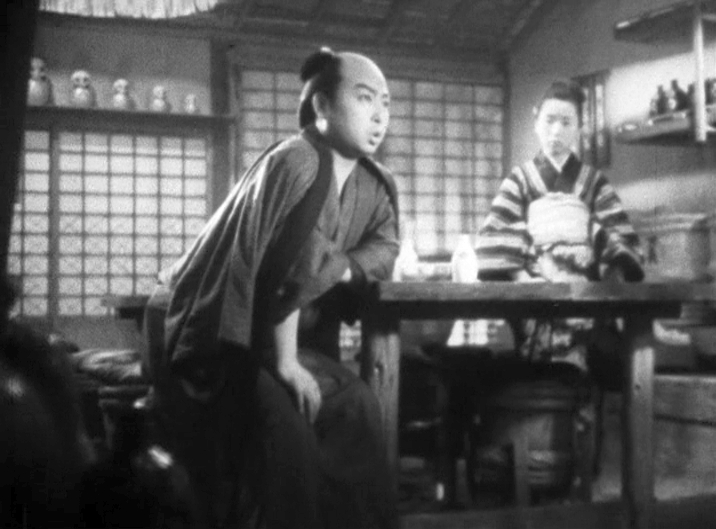
Daisuke Katō
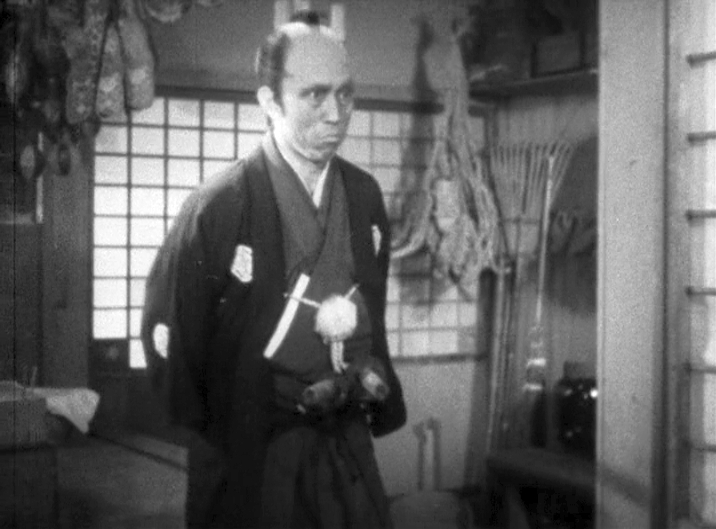
Sōji Kiyokawa
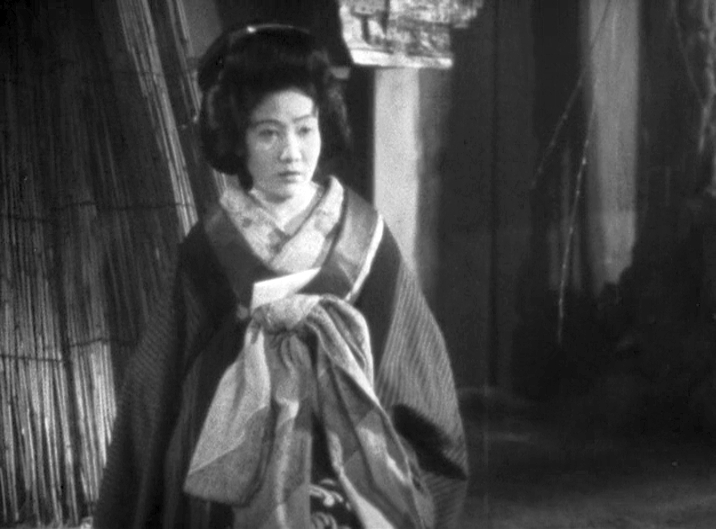
Junko Kinugasa
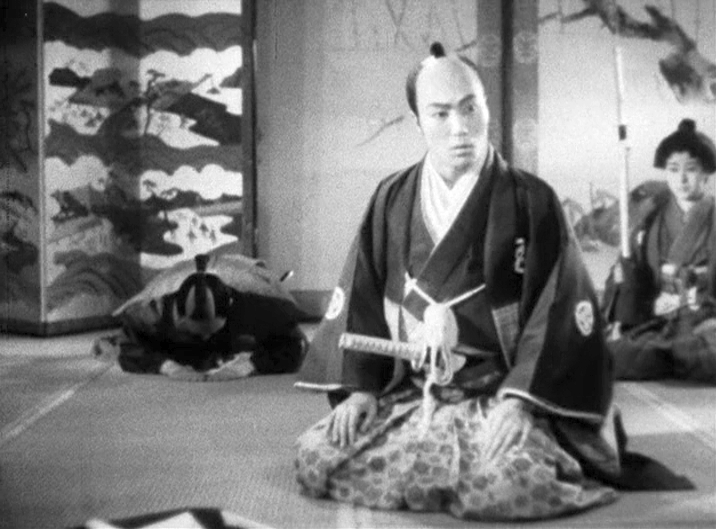
Kikunojō Segawa (ja)
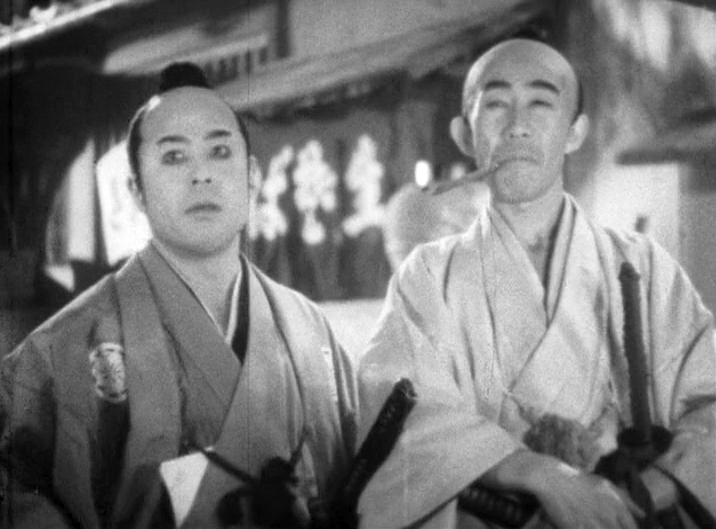
Yōnosuke Toba (ja) et Minoru Takase

- Chōjūrō Kawarasaki (ja) : Kōchiyama Sōshun

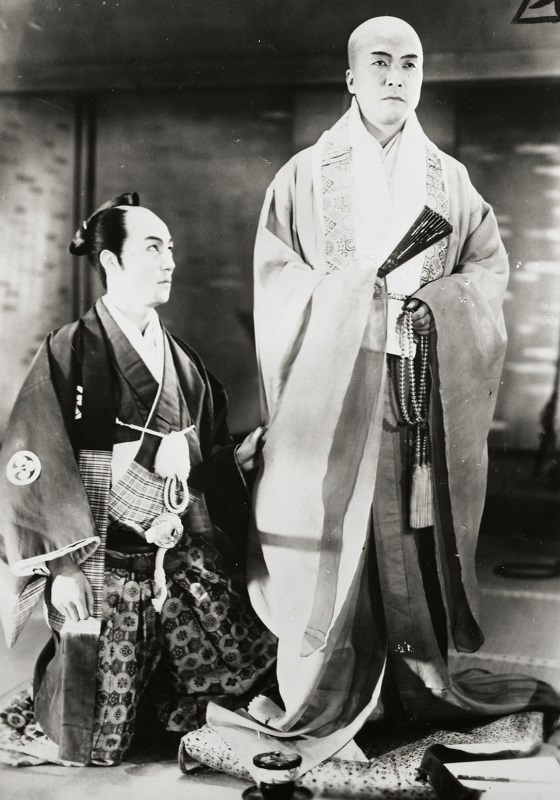
et.

- Kan'emon Nakamura (ja) : Kaneko Ichinojō, l'homme de main du clan Moritaya
- Senshō Ichikawa (ja) : Hirotarō / Nao
- Setsuko Hara : Onami, la sœur de Hirotarō
- Shizue Kawarazaki (créditée sous le nom de Shizue Yamagishi) : Oshizu, la femme de Kōchiyama Sōshun
- Sukezō Sukedakaya : Ushimatsu
- Chōemon Bandō (ja) : Seizo Moritaya, le chef du clan Moritaya
- Daisuke Katō (crédité sous le nom d'Enji Ichikawa) : Kenta
- Sōji Kiyokawa : Daizen Kitamura, le samouraï qui se fait voler son couteau
- Junko Kinugasa : Omitsu, amie d'enfance de Hirotarō devenue la courtisane Michitose
- Kikunojō Segawa (ja) : le daimyo Matsue
- Shingorō Nakamura : le vendeur d'huile
- Minoru Takase : le samouraï enchérisseur à la pipe
- Yōnosuke Toba (ja) : son compère

## Autour du film
Kōchiyama Sōshun est l'un des trois films de Sadao Yamanaka ayant survécu. L'histoire est une adaptation d'une pièce de kabuki de Kawatake Mokuami montrée pour la première fois en 1881. Cette pièce est constituée de deux parties, Kumo ni magō Ueno no hatsuhana (litt. « Les Premières Fleurs d'Ueno ») et Yuki no yube Iriya no azemichi (litt. « Une route étroite à Iriya lors d'une soirée enneigée ») dont l'écriture est plus tardive, l'ensemble étant connu sous le nom de Kōchiyama Sōshun to Naozamurai,. L'approche plus crue de la pièce de kabuki classique donne au film une teinte presque naturaliste, Sadao Yamanaka détourne toutes les conventions du film historique japonais (jidai-geki) et du kabuki jusqu’à la parodie pour en faire une œuvre résolument moderne.
Pour cela, Sadao Yamanaka s'appuie sur les membres de la troupe de théâtre Zenshin-za (ja) — une troupe fondée par des acteurs qui, refusant le mode de fonctionnement féodal en vigueur dans le kabuki, fonctionne en s'administrant de manière démocratique, et qui interprète des pièces du répertoire occidental ou japonais contemporain — à qui il confie les principaux rôles. Il avait déjà collaboré avec cette troupe dans Le Tatoué de la ville (街の入墨者, Machi no irezumimono, 1935) et récidivera à nouveau pour son dernier film Pauvres humains et ballons de papier (1937).
Bien que se déroulant à Edo, le film a été tourné dans le studio de Kyoto de la J.O. (ja), alors associée à la Nikkatsu. Le réalisateur allemand Arnold Fanck qui visite le studio lors du tournage du film de Sadao Yamanaka en 1936 remarque Setsuko Hara qu'il choisira pour le rôle titre de son film La Fille du samouraï (1937).
La durée originale du film est de 87 minutes, mais la copie existante conservée au National Film Archive of Japan ne fait que 81 minutes, quelques scènes sont manquantes, notamment le développement de l'histoire d'amour entre Hirotarō et la courtisane Michitose.

## Restauration
Le film a fait l'objet d'une restauration en 4K en 2020 par la Nikkatsu et la Fondation du Japon, au laboratoire Imagica Lab. Inc., sous la supervision technique des Archives nationales du film japonaises, d'après une copie 16 mm du négatif original conservé par la Nikkatsu Corporation.